# Splatterpink
Gli Splatterpink sono un gruppo italiano sperimentale di Bologna, creati nel 1990 dal cantante e bassista Diego D'Agata (o D'Anatra), attualmente anche motore dei Testadeporcu. La forza del gruppo è data dalla sinergia di testi surreali e cinici innestati su una musica potente e mai uguale a se stessa; ipercinetici, distorti, caratterizzati da ritmiche contorte, gli Splatterpink possono venir considerati come antesignani di ciò che anni dopo sarebbe stato ribattezzato come math rock.
Grazie anche alla presenza di un sax come voce aggiuntiva ed in evidenza, fondono subito elementi jazz all'interno di schemi e stili propri di band come NoMeansNo o Primus. Il gruppo si distingue per un'ecletticità ed un'aggressività molto distanti da qualsiasi altra formazione con cantato in italiano e, grazie all'uso incendiario e pirotecnico che ne fa il bassista, ridefinisce il ruolo del basso ponendolo come strumento di primo piano. 

## Storia del gruppo
Formati nel 1990 dal bassista Diego D'Agata, inizialmente con Metello Orsini alla chitarra e Alaistair Brison alla batteria, gli Splatterpink si impongono ben presto come ala radicale dell'underground bolognese. Il loro ricorso a soluzioni veloci, destrutturate e sbilenche, tipiche di band quali Nomeansno o, ancora oltre, Naked City e band affini, che in quel periodo oltreoceano stavano riscrivendo la storia dell'HC, li pone fin dall'inizio come un oggetto musicale di difficile collocazione nel resto della scena che sta via via sviluppandosi in quegli anni a Bologna.
Il loro primo demo, "One", registrato qualche mese dopo ed autodistribuito rigorosamente in cassetta C30, permette una diffusione maggiore della band che acquista un sempre maggior interesse da parte del pubblico.
Nel 1991 Alastair Brison torna in Scozia; per la band è una notevole perdita, scarseggiano in quegli anni i batteristi in grado di cimentarsi con quel tipo di genere. Si decide comunque di proseguire, pur con batteristi più o meno precari. Benché neanche due anni dopo gli SP potessero essere già considerati come una band ben consolidata e conosciuta nel panorama di allora, composto perlopiù di centri sociali, piccoli festival e club precari, l'altrettanto precarietà batteristica ne rallenta fortemente il percorso.
Nel 1993 infine si consolida la formazione con Diego D'Agata al basso affiancato da Federico Bernardi alla chitarra, Alessandro Meroli al sax baritono; per un periodo il trio si avvale della batteria elettronica e poi entra Raffaele Lenzi alla batteria.
La band, complice l'inserimento di un sax, si rafforza, il suono si affina virando verso una forma caratterizzata da destrutturazioni di pop/noise/funk/jazz, condendo il tutto con un cantato a base di testi criptici e piuttosto disturbanti.
Nel 1994 la band autoproduce in una tiratura di 1000 copie il primo album, "Industrie Jazzcore". Nello stesso anno vincono il Primo Concorso Nazionale "Omaggio a Demetrio Stratos" di Tolentino (MC).
Dal "Parto delle Nuvole Pesanti" entra nella formazione Leonardo Saracino alla batteria e l'orientamento più "jazzy" del drumming consolida il progetto in un quartetto: finalmente subentra stabilità nella sezione ritmica.
Prodotto e distribuito in una logica di totale DIY l'album viene in breve ottimamente recensito dalla stampa specializzata e salutato da Elio Bussolino di Rockerilla come "uno dei prodotti più lucidi dell'intero panorama musicale italiano". In quello stesso anno vengono intercettati da Johm Peel il quale, dopo una lunga lettera di complimenti alla band, li mette in rotazione fissa su Radio BBC.
I successivi due anni li vedono impegnati a suonare e far parte della nuova scena italiana; sono gli anni di Fluxus, One Dimensional Man, Massimo Volume, De Glaen, Jinx.
Aprono per Nomeansno, Asian Dub Foundation/P.J. Harvey, Ozric Tentacles, partecipano e vincono alla Biennale di Torino.
Segue "Nutrimi" del 1996 per Underground Records, lavoro più claustrofobico e oscuro del precedente, in bilico fra sonorità noise/blues e soluzioni musicali più contorte, anch'esso accolto ottimamente dalla critica. Grazie alle critiche ricevute, lo stesso anno vengono selezionati per presenziare alla Biennale dei giovani Artisti di Torino.
Dopo due tour promozionali italiani, nel 1999 si trovano nuovamente a dover sostituire il batterista: Leo Saracino esce dalla band.
In assenza di sostituti immediati e alla vigilia della preparazione del nuovo disco subentra così per un breve periodo il turnista Christian Rovatti con il quale nel 1999 registrano per la New Scientist di Oderso Rubini il loro terzo album, "#3". Caratterizzato da un suono ancor più tagliente, quest'ultimo album affonda ancor di più il piede su soluzioni ipercinetiche e contorte con testi sempre più criptici e disturbanti.
Nel 2000 la band si presenta in trio con nuovamente la batteria elettronica al festival di Mostar, celebrazione della ritornata pace, assieme alle migliori formazioni slave e balcaniche della scena rock.
Subito dopo subentra stabilmente ai tamburi Ivano Zanotti. Nonostante ciò nel 2001, dopo un ulteriore anno di concerti sempre più sporadici e complice una certa stanchezza più altri progetti nell'intanto sopraggiunti (Testadeporcu per Diego D'agata, Neffa più altri progetti jazz e produzioni per Irma Records per Alessandro Meroli) la band decide di prendersi un periodo di congelamento indefinito.
Nel 2009 Diego D'Agata compare come ospite in EPYKS 1.0 degli Eterea Post Bong Band.
Tale periodo si interrompe nel 2012, anno in cui la band, grazie ad un costante e mai sopito sostegno dei fan sul web, alla voglia di continuare il progetto interrotto con Ivano Zanotti, si ritrova per un'amichevole riunione al Locomotiv Club di Bologna, avvenuta l'1-2-2013. Un'affluenza di spettatori inaspettata ed incendiaria e tre brani inediti, composti quasi per gioco durante le prove e in grado di tracciare un perfetto trait d'union fra il passato ed il presente, riscuotono l'interesse di Gabriele Ciampichetti, boss della Locomotiv Records - che diventa produttore esecutivo e vera "quinta colonna" della band, e spingono a proseguire e registrare un nuovo album per la suddetta label, "Mongoflashmob", la cui uscita è prevista il primo dicembre 2014. In alcuni dei nuovi pezzi compaiono i synth di Funcis degli Eterea Post Bong Band.
Contemporaneamente, per la regia di Gianmarco Gaviani, è uscito il video del singolo "Dolan Aproevd" su sentireascoltare.com il 30 ottobre 2014.
Un'intervista agli Splatterpink nel 2014, che riassume origini, filosofia, reunion e ricordi della band è stata effettuata da Giallo Giuman e pubblicata su YouTube.
L'uscita di "Mongoflashmob - Industrie Trollcore" ottiene un'immediata eco positiva nell'ambiente musicale, e il disco viene recensito molto positivamente, entrando anche in un paio di charts come uno dei dischi migliori del 2014. In tre brani del disco è presente Gigi Funcis degli Eterea Post Bong Band.
Il 2015 vede gli Splatterpink tornare in concerto; dopo una ventina di concerti, nel 2017 Diego D'Agata comincia a lavorare sul progetto di un album di cover italiane. Nel 2018 escono dalla band Federico Bernardi e Ivano Zanotti ed entrano Michele Freguglia al basso alto e Csaba Dencs alla batteria. Nel Marzo 2021 l'etichetta Improved Sequence annuncia la ristampa in vinile primo album Industrie Jazzcore.
Marzo 2022 : esce il nuovo album The Best Of Italian Music , in tiratura limitata su vinile e in digitale con l'etichetta Improved Sequence Records
Il 1º aprile 2022 parte il tour promozionale.
Esce dalla band Alessandro Meroli.

## Critica
Non a caso il noto conduttore inglese John Peel li ha programmati più volte durante gli anni novanta nel palinsesto BBC. Sono stati inoltre definiti da Elio Bussolino, storica firma musicale di Rockerilla, Repubblica e Fare Musica, "una delle più audaci e lucide espressioni della scena indipendente e alternativa nazionale".
In un'intervista a seguito dell'uscita di Mongoflashmob, album del 2014 che segna il rientro sulla scena della band, Francesca Ognibene per Sherwood Padova, realtà attentissima e creativa da decenni, scrive degli Splatterpink:
(Francesca Ognibene)

## Formazione

### Formazione attuale
- Diego D'Agata – voce, basso
- Michele Freguglia – basso alto, synth, voce
- Csaba Dencs – batteria

### Ex componenti
- Alistair Brison – batteria (1990-1991)
- Metello Orsini – chitarra (1990-1993)
- Alberto Melega – batteria (1993)
- Raffaele Lenzi – batteria (1993)
- Alessandro Cavazza – chitarra (1993)
- Federico Bernardi – chitarra (1993-2001; 2012-2018)
- Leonardo Saracino – batteria (1994-1999)
- Christian Rovatti – batteria (1999-2001)
- Ivano Zanotti – batteria (2001; 2012-2018)
- Alessandro Meroli – sax baritono (1993-2001; 2012-2022)

Musicisti aggiuntivi in studio
- Gigi Funcis – synth, sample (2014)

## Discografia

### Album in studio
- 1995 – Industrie jazzcore
- 1999 – Nutrimi
- 2001 – #3
- 2014 – Mongoflashmob
- 2022 – The Best of Italian Music

### Raccolte
- 1997 – Andate a lavorare teppisti
- 1999 – Tracce
- 2002 – Canzoni d'eroi
- 2013 – Fonderie Jazzcore

### EP
- 2014 – Dolan Aproevd

### Demo
- 1990 – One
- 1993 – Splattering Tempo